# Алвар
А́лвар (гінді अलवर) — місто у північно-західній частині Індії, у штаті Раджастхан. Є адміністративним центром однойменного округу.

## Географія
Місто розташовано за 160 км на південь від Делі та за 150 км на північ від міста Джайпур. В околицях міста розташовуються родовища численних корисних копалин: мармур, граніт, доломіт, вапняк, кварц, мідна руда тощо. 
За кілька кілометрів від міста розташований національний парк і заповідник тигрів Саріска.